# Андорра на пісенному конкурсі Євробачення
Андорра брала участь у пісенному конкурсі Євробачення з 2004 по 2009 роки щорічно. Жодного разу андоррським виконавцям не вдалося досягти фіналу, найкраще країна виступила в 2007 році, коли вдалося досягти 12 місця у півфіналі. Станом на 2025 рік Андорра залишається єдиною країною, яка ніколи не брала участь у фіналі.

## Учасники
Умовні позначення
     Переможець
     Друге місце
     Третє місце
     Четверте місце
     П'яте місце
     Останнє місце
     Автоматичний фіналіст
     Не пройшла до фіналу
     Не брала участі
| Рік                               | Місце проведення | Виконавець        | Назва                          | Мова(и)                 | Фінал                            | Бали                             | Півфінал | Бали |
| --------------------------------- | ---------------- | ----------------- | ------------------------------ | ----------------------- | -------------------------------- | -------------------------------- | -------- | ---- |
| 2004                              | Стамбул          | Marta Roure       | «Jugarem a estimar-nos»        | Каталанська             | Не вдалося отримати кваліфікацію | Не вдалося отримати кваліфікацію | 18-е     | 12   |
| 2005                              | Київ             | Marian van de Wal | «La mirada interior»           | Каталанська             | Не вдалося отримати кваліфікацію | Не вдалося отримати кваліфікацію | 23-є     | 27   |
| 2006                              | Афіни            | Jenny             | «Sense tu»                     | Каталанська             | Не вдалося отримати кваліфікацію | Не вдалося отримати кваліфікацію | 23-є     | 8    |
| 2007                              | Гельсінкі        | Anonymous         | «Salvem el món»                | Каталанська, англійська | Не вдалося отримати кваліфікацію | Не вдалося отримати кваліфікацію | 12-е     | 80   |
| 2008                              | Белград          | Gisela            | «Casanova»                     | Англійська              | Не вдалося отримати кваліфікацію | Не вдалося отримати кваліфікацію | 16-е     | 22   |
| 2009                              | Москва           | Susanne Georgi    | «La teva decisió (Get a Life)» | Каталанська, англійська | Не вдалося отримати кваліфікацію | Не вдалося отримати кваліфікацію | 15-е     | 8    |
| Не брала участь в 2010-2024 роках |                  |                   |                                |                         |                                  |                                  |          |      |

## Статистика голосувань (2004—2009)

### Країни, від яких Андорра отримала найбільше очок
| Місце | Країна    | Очок |
| ----- | --------- | ---- |
| 1     | Іспанія   | 60   |
| 2     | Україна   | 33   |
| 3     | Франція   | 26   |
| 4     | Греція    | 21   |
| 4     | Фінляндія | 21   |

### Країни, від яких Андорра отримала найбільше очок у півфіналах
| Місце | Країна     | Очок |
| ----- | ---------- | ---- |
| 1     | Іспанія    | 54   |
| 2     | Естонія    | 8    |
| 3     | Нідерланди | 7    |
| =     | Чехія      | 7    |
| =     | Польща     | 7    |

### Країни, яким Андорра найбільше віддала очок
| Місце | Країна     | Очок |
| ----- | ---------- | ---- |
| 1     | Іспанія    | 60   |
| 2     | Португалія | 58   |
| 3     | Фінляндія  | 35   |
| 4     | Україна    | 34   |
| 5     | Румунія    | 30   |
| 5     | Ізраїль    | 30   |
| 6     | Франція    | 26   |
| 7     | Норвегія   | 25   |